# Object Data Management Group
Le ODMG (sigle de Object Data Management Group) était un groupe responsable de la normalisation de OQL, disparu en 2001. Ses travaux sur les liens de OQL avec Java ont été supplantés par le JDO de Sun Microsystems.